# I Give It a Year
I Give it a Year (titulada Les doy un año en España y Casados... Hasta que los amigos nos separen en México) es una comedia británica del 2013 escrita y dirigida por Dan Mazer y protagonizada por Rose Byrne, Rafe Spall, Anna Faris y Simon Baker. La película fue filmada en Londres y estrenada a partir del 8 de febrero de 2013.

## Trama
Nat (Rose Byrne) y Josh (Rafe Spall) son una pareja de recién casados que se mantienen unidos y felices a pesar de sus diferencias, aun así sus amigos y familiares no están convencidos de que puedan durar más de un año. La película pone en relieve sus luchas durante ese primer año de matrimonio, haciendo constantes flashbacks mientras están en una consulta con una consejera matrimonial.